# Política de las Islas Salomón

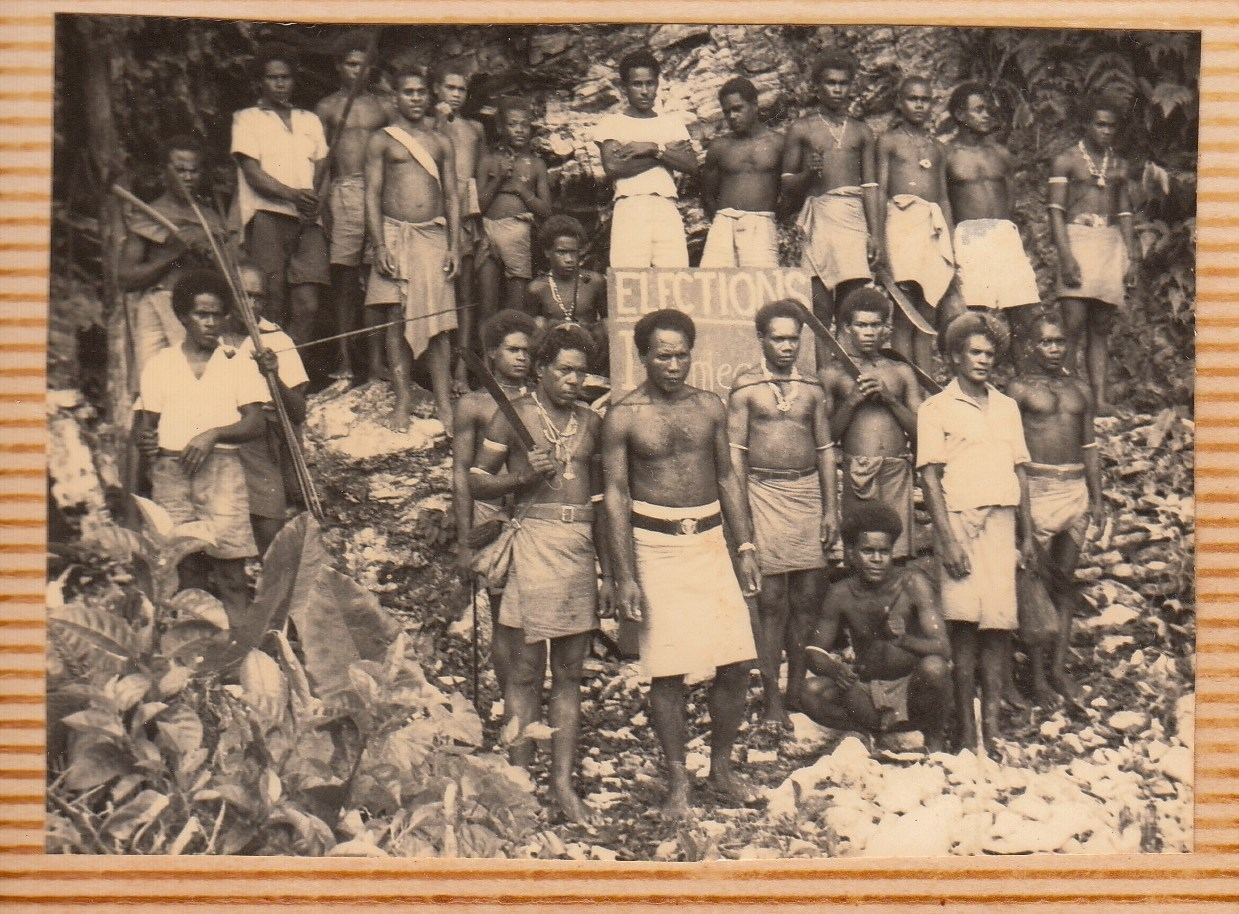
Votantes de 1962 en Gwee'abe en Sinalagu, al este de Kwaio, durante las elecciones del Consejo de Malaita

La política de las Islas Salomón tiene lugar en una democracia representativa parlamentarismo. Es una monarquía dentro de la Commonwealth, donde el primer ministro es el jefe de gobierno, dentro de un sistema multipartidista. El poder ejecutivo es ejercido por el gobierno y el legislativo es compartido entre el Parlamento y el gobierno. El poder judicial es independiente.

## Historia
En 1893 el país se convirtió en un protectorado británico. En 1942 el país fue invadido por los japoneses siendo liberado al año siguiente por Estados Unidos tras seis meses de batalla. Tuvo que cambiarse la capital del país, de Tulagi a Honiara por la destrucción de la primera ciudad en las batallas. Después de la guerra, los británicos fueron introduciendo asambleas regionales y establecieron un Consejo Gubernativo en 1970. La independencia fue concedida en 1978. Las tensiones entre los señores de la guerra locales y el gobierno han ocasionado graves problemas políticos. En 2000, un golpe de Estado obligó a dimitir al primer ministro Bartholomew Ulufa'alu.

## Poder ejecutivo
Como jefe de Estado, el Rey Carlos III está representado es las Islas Salomón por un gobernador general elegido por el Parlamento. El primer ministro, también elegido por el Parlamento, nombra a los miembros de su gabinete. La política del país se caracteriza por la existencia de muchos partidos políticos con representación parlamentaria, dando lugar a coaliciones débiles que pueden terminar con facilidad, siendo de este modo el puesto de primer ministro muy inestable.
| Cargo              | Nombre          | Partido | Desde                   |
| ------------------ | --------------- | ------- | ----------------------- |
| Rey                | Carlos III      |         | 8 de septiembre de 2022 |
| Gobernador-General | Nathaniel Waena |         | 7 de julio de 2004      |
| Primer Ministro    | Derek Sikua     |         | 20 de diciembre de 2007 |

## Poder legislativo
El Parlamento Nacional está formado por 50 miembros, elegidos por cuatro años en circunscripciones de un único diputado. Las Islas Salomón tienen un sistema multipartidista, con numerosos partidos políticos, sin que haya ninguno que predomine sobre los demás. El sufragio es universal para los mayores de 18 años.

## Gobierno local
El país está dividido en 10 áreas administrativas, de las cuales nueve son provincias administradas por asambleas provinciales y la décima es la ciudad de Honiara, administrada por el ayuntamiento local.

## Partidos políticos
Lista de los partidos políticos de las Islas Salomón.

### Partidos políticos actuales
Sólo existen nueve partidos políticos registrados.
1. Partido Nacional.
2. Partido del Desarrollo Rural.
3. Alianza del Pueblo.
4. Partido Liberal de las Islas Salomón.
5. Partido Democrático.
6. Partido del Crédito Social de las Islas Salomón.
7. Partido Lafari.
8. Alianza Cristiana.
9. Partido Laborista de las Islas Salomón.

### Partidos políticos antiguos
- Asociación de Miembros Independientes
- Partido Progresista del Pueblo
- Partido Unido de las Islas Salomón.
- Partido Democrático Unido.
- Frente Nacionalista para el Progreso.

- Datos: Q964878
- Multimedia: Politics of the Solomon Islands / Q964878